# 才川伸二郎
才川 伸二郎（さいかわ しんじろう）は、日本の知的財産学者・技術経営学者。大阪工業大学知的財産専門職大学院元教授。元パナソニックIPRオペレーションカンパニーライセンスセンター部長。
専門は、知的財産権・産業財産権・技術マネジメント、特許ライセンス・特許情報。

## 略歴
名古屋工業大学工学部電子工学科卒業。松下電器産業（現：パナソニック）に入社し、電気/電子機器の研究開発に携わる。その後、パナソニックIPRオペレーションカンパニーライセンスセンター部長などを経て、
2012年大阪工業大学知的財産専門職大学院教授。2019年大阪工業大学退官。
知的財産・技術マネジメントの対外啓蒙活動として、近畿経済産業局主催の第3回「近畿知財塾」2013でのコーディネーターや、Smart Energy Japan 2014 in Osakaで講演（テーマ：自社の組込み技術を守り、その強みを活かす知財戦略）を行っている。

## 主な考察
- プロパテント時代の特許係争と特許ライセンスの意義の考察 〜 パナソニックの米国での特許係争[1]